# Les Hill
Leslie "Les" Hill (Paddington, Nueva Gales del Sur; 1 de agosto de 1973) es un actor australiano conocido por haber interpreado a Blake Dean en la serie Home and Away, a Jason Moran en Underbelly y a Dean Callagher en Rescue Special Ops.

## Biografía
Les tiene una hermana menor. Asistió al Prairiewood High School en Wetherill Park, Nueva Gales del Sur.

## Carrera
Les ha participado en series como Wildside, Water Rats, East West 101 y Rogue Station, entre otras.
En 1990 apareció como personaje regular en a la exitosa serie australiana Home and Away, en donde interpretó a Blake Dean, hasta 1993. Blake era el prometido de Sophie Simpson. Posteriormente regresó como invitado en el 2002, para asistir a las celebraciones del 150 aniversario del pueblo, 2003 y por último en 2005 para asistir al cumpleaños número 60 de Alf Stewart.
En 2008 apareció como personaje recurrente en la primera temporada de la serie criminal Underbelly, donde dio vida al criminal y traficante de drogas Jason Moran, el hijo mayor del clan Moran, quien es asesinado después de que el criminal Carl Williams mandara matarlo.
En 2009 se unió al elenco principal de la serie Rescue Special Ops, donde interpretó al líder de la unidad de rescate Dean Gallagher, hasta el final de la serie el 5 de septiembre de 2011. Ese mismo año interpretó al político Harry Ronayne en la película Separation City. 
En 2010 interpretó al primer teniente Ben Sohn en la miniserie The Pacific.
En 2013 se unió al elenco recurrente de la segunda temporada de la serie House Husbands donde interpretó a Simon Lawson-West.
En 2014 Les interpretó nuevamente al criminal y traficante de drogas Jason Moran en la miniserie Fat Tony & Co.
En 2015 se unió al elenco de la segunda temporada de la serie Wonderland donde interpretó a Max Saliba, hasta el final de la serie ese mismo año.

## Filmografía

### Series de televisión
| Año             | Título             | Personaje            | Notas                                            |
| --------------- | ------------------ | -------------------- | ------------------------------------------------ |
| 2018 - presente | Patricia Moore     | -                    |                                                  |
| 2016            | Love Child         | Capitán Bruce        | 2 episodios                                      |
| 2015            | Wonderland         | Max Saliba           | 22 episodios                                     |
| 2014            | In a Woman's World | Robert Priestly      | ep. "Police Interrogations - In a Woman's World" |
| 2014            | Fat Tony & Co      | Jason Moran          | 3 episodios                                      |
| 2013            | House Husbands     | Simon Lawson-West    | 4 episodios                                      |
| 2011            | Terra Nova         | Hooper               | 2 episodios                                      |
| 2009 - 2011     | Rescue Special Ops | Dean Callagher       | 48 episodios                                     |
| 2010            | The Pacific        | 1st Lt. Ben Sohn     | miniserie - episodio "Iwo Jima"                  |
| 2009            | Rogue Nation       | Sargento Sutherland  | episodio "Honour Among Thieves"                  |
| 2008            | Underbelly         | Jason Moran          | 8 episodios                                      |
| 2007            | East West 101      | Oficial de Balística | episodio "Hunt for the Killer"                   |
| 1990 - 2005     | Home and Away      | Blake Dean           | 48 episodios                                     |
| 1999            | Wildside           | Ned                  | episodio # 2.1                                   |
| 1998            | Water Rats         | Adrian Madigan       | episodio "Untouchable"                           |
| 1997            | Pacific Drive      | Grant Crozier        | tv serie                                         |

### Películas
| Año  | Título                  | Personaje     | Notas |
| ---- | ----------------------- | ------------- | --- |
| 2015 | Crushed                 | David         | junto a Roxane Wilson, Aaron Glenane, Sarah Bishop, Robert Preston y Jamie Irvine                               |
| 2014 | The 34th Battalion      | Toby          | junto a Emilie de Ravin, Luke Hemsworth, Claire van der Boom, Vince Colosimo, Ashley Zukerman y Khan Chittenden |
| 2014 | Locks for Love          | James         | junto a Aaron Jeffery, Zoe Naylor, Damian de Montemas, Ryan Hayward, Ron Haddrick y Inge Hornstra               |
| 2013 | Handyman                | Hal           | corto - junto a Susan Prior, Mitzi Ruhlmann y Odessa Young                                                      |
| 2012 | The Great Mint Swindle  | Abogado       | junto a Grant Bowler, Todd Lasance, Josh Quong Tart, Shane Bourne y John Batchelor                              |
| 2009 | Separation City         | Harry Ronayne | junto a Joel Edgerton, Rhona Mitra y Danielle Cormack                                                           |
| 2008 | Scorched                | Tom           | junto a Georgie Parker, Vince Colosimo, Justin Rosniak, Salvatore Coco y Nathan Page                            |
| 1997 | Thank God He Met Lizzie | Scott         | - |
| 1996 | The Beast               | Spike         | junto a William Petersen, Matt Day, Robert Mammone y Marshall Napier                                            |
| 1991 | Flirting                | Greg Gilmore  | junto a Marshall Napier                                                                                         |
| 1991 | Pirates Island          | Tony          | junto a Cornelia Frances, Matt Doran, John Jarratt, Beth Buchanan y Sancho Gracia                               |